# Lars Boogaard
Lars Boogaard is een Nederlandse onderzoeksjournalist bij Nieuwsuur.
Boogaard studeerde na het gymnasium Middelburg aan de School voor Journalistiek in Utrecht waarbij hij zich specialiseerde in vormgeving & infographics. Hij studeerde in 2014 af met datajournalistieke producties over bevolkingskrimp en de decentralisatie van jeugdzorg. 
Na een stage bij de Provinciale Zeeuwse Courant en Het Financieele Dagblad werd hij  sportredacteur bij Omroep Zeeland en deed hij opdrachten voor onder andere het Historisch Nieuwsblad, Actiam en Newpaper. In 2015 werd hij visualisatie-redacteur bij de online redactie van de NOS en NOS op 3. In zijn werk combineert hij design met journalistiek en ontwerpt hij informatievisualisaties bij het nieuws. Sinds 2021 is Boogaard visualisatieredacteur bij Nieuwsuur.

## Erkenning
In 2018 won NOS op 3 met het project Heupmaat 90 een Data Journalism Award in de categorie Public Choice. Voor dit project deed hij de data-analyse en maakte hij de datavisualisaties. In 2021 werkte Boogaard mee aan  de productie Sociale huurwoning? Achteraan aansluiten die genomineerd werd voor de journalistieke prijs De Tegel.
In 2022 verdiende hij met Hoe data-onderzoek geldstromen van artsen blootlegde de Tegel in de categorie Data. Samen met Anna Pruis, Sjoerd Mouissie, Nour Abdullaa, Jikke Westerink en Siebe Sietsma wist hij betalingsconstructies te ontwarren, die regels tegen omkoping van artsen moesten voorkomen. Daartoe namen zij het transparantieregister voor medisch specialisten onder de loep. In dat register moeten specialisten aangeven wat hun bijverdiensten zijn vanuit de industrie. Dit om de oneigenlijke beïnvloeding van de specialisten door de industrie transparant te maken. Veel artsen bleken betalingen aan hun eigen bedrijven te ontvangen. De onderzoekers wisten de nummers van die bedrijven boven water te krijgen bij de Kamer van Koophandel. Zij combineerden deze nummers met data uit het transparantieregister, het BIG-register, het kadaster en eigen onderzoek. Ziekenhuizen bleken niet op de hoogte te zijn dat dezelfde farmaceuten die aan de cardiologen leverden ook aan het ziekenhuis leverden. De resultaten van het onderzoek leidden ertoe dat minister van Volksgezondheid Ernst Kuipers maatregelen trof die ongewenste beïnvloeding van artsen moesten voorkomen.

## Prijzen
- De Tegel 2022
- Data Journalism Award 2018